# Shawnee Smith

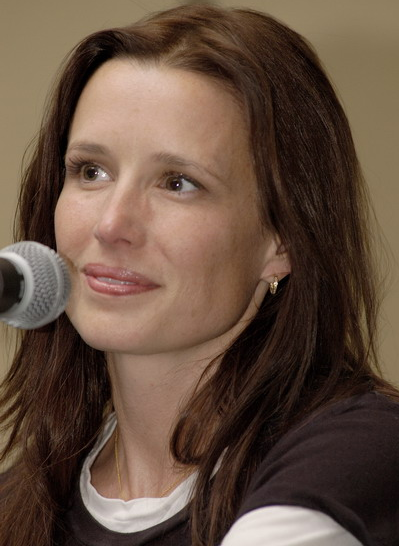
Shawnee Smith

Shawnee Rebecca Smith, född 3 juli 1969 i Orangeburg, South Carolina, är en amerikansk skådespelare.
Hon är tillsammans med Kai Mattoon som sjunger i metalbandet "Ka Mana".
Under inspelningen av Saw II var hon gravid i fjärde månaden med sitt andra barn.

## Filmografi, i urval
- 1982 – Annie
- 1988 – Panik
- 1989 – Vem är Harry Crumb?
- 1995 – Leaving Las Vegas
- 1996 – Eves frestelser
- 2002 - Grand Theft Auto: Vice City (Spel)
- 2004 – Saw
- 2005 – Saw II
- 2006 – Saw III
- 2007 – Saw IV
- 2007 – Traveling in Packs
- 2008 – Saw V
- 2009 – Scream Queens (tv-program)
- 2009 – The Grudge 3
- 2009 – Saw VI
- 2010 – Fly Guys
- 2012 – Jayne Mansfield's Car
- 2013 – Grace Unplugged
- 2021 – Christmas vs. the Walters
- 2023 – Saw X